# Bruno Giner
Pour les articles homonymes, voir Giner.
Bruno Giner est un compositeur français né à Perpignan (Pyrénées-Orientales) le 13 novembre 1960.

## Biographie
Dans les années 1980/1990 Bruno Giner se forme principalement auprès de Ivo Malec, Luis de Pablo et Brian Ferneyhough, ainsi qu'au travers de différentes rencontres, notamment avec Pierre Boulez, Claude Ballif et Georges Aperghis. Il approfondit à la fois l'écriture instrumentale et la musique électroacoustique, notamment au GRM. Depuis une trentaine d'années, il a régulièrement collaboré avec différentes institutions de musique contemporaine comme l'IRCAM, le GRM, la Société Internationale de Musique Contemporaine, la Société Nationale de Musique, Artzoyd, divers festivals internationaux (Paris, Amsterdam, Genève, Bern, Fribourg, Odessa, Vancouver, Caracas, Bogota, Lubjana, Zagreb, Montréal, Bludenz, Yokohama, etc.). Sa musique est interprétée par des ensembles comme l'Ensemble intercontemporain, le Quatuor Arditti, Aleph, Sic, XASAX, l’Instant Donné, Ixtla, Klangheimlich, Frullato, Suo Tempore, Nomos, Sixtrum, Le Concert Impromptu, l'ensemble K, le Trio Polycordes, MG21 ou le Trio K/D/M ainsi que par des solistes tels que Jean Geoffroy, Serge Bertocchi, Frédéric Stochl, Christophe Roy, Marianne Muller, Caroline Sageman, Jean-Pierre Baraglioli, Fabrice Marandola ou encore Fabrice Ferez, Pierre Hamon ou Antony Millet.
Au départ, sa pensée musicale procède d'une forte impulsion d'énergie sous tendue dans l'écriture par une combinatoire de divers éléments dûment formalisés, associés à un geste instrumental soutenu et souvent virtuose. Dans sa musique, le travail sur le timbre et sur la matière sonore est tout aussi important que celui sur la forme qui, paradoxalement, est très perceptible même s'il est parfois difficile à saisir en une seule écoute. Son écriture instrumentale recourt volontiers à l'utilisation de modes de jeu qui se mélangent à des éléments plus traditionnels, ce qui produit une musique relativement métissée où se côtoient librement atonalité, modalité, motifs, figures et textures. Son écriture, souvent dense et rythmiquement exigeante oblige l’interprète à un véritable engagement autant technique que physique. 
En parcourant son catalogue, il est aisé de constater une certaine prédilection pour les instruments à percussion qu'il utilise presque systématiquement dans sa musique de chambre (Schèmes, Contours, Paraphrase sur "Guernica" de Paul Dessau, Clameurs, Battle 150, Ritorno, Impacts), en ensemble (Images de peaux et Mémoires de peaux, Eclats de peaux, Miroirs de peaux, Trio loco) ou en soliste (5 Études de peaux, Timpani's dance, Yoshihisa in memoriam pour marimba). Hormis les percussions on peut noter également une attirance pour quelques instruments plus rares comme la flûte en sol, le saxophone baryton, la basse de viole, la mandoline (Folies d'Espagne 315-30 pour 2 mandolines, mandole et guitare, 2024), la mandole (Se hace camino, 2018), la flûte à bec, l'accordéon, le basson, la contrebasse, le cor (Ambos pour deux cors et Brax pour quatuor) ou même le Piano jouet (Toy 145 et Toy 72). Plus récemment, depuis 2007, on peut également constater un certain attrait pour la voix et les petites formes opératiques (Charlie, opéra de poche sur la nouvelle Matin Brun de Franck Pavloff, ou Pion prend Tour en D9, opéra de chambre sur une nouvelle d'Hervé Le Tellier, Sternchenlied pour voix, 2 euphones et structure sonore. Concernant l'orchestre, il a composé un concerto pour violoncelle et orchestre de chambre (2001), un concertino pour 2 percussions et petit orchestre à vent (Clameurs, 2006), Stèles orientées, concerto pour quintette à vent et grand orchestre d'harmonie (2018), Quatre façons de décrire le rock pour orchestre à plectre (2022), Pan Métamorphosis (trois mouvements pour orchestre, 2024).
Par ailleurs, son souci de faire découvrir la musique d'aujourd'hui aux plus jeunes se traduit, outre ses responsabilités pédagogiques auprès de diverses institutions, par une série de pièces à difficultés limitées, œuvres pour l'apprentissage destinées à divers instruments comme le piano, la clarinette, le saxophone, la flûte à bec, les percussions, le cor, le hautbois, la guitare, mais aussi des formations plus importantes comme l'orchestre (Rêve de la rue Rosa Bonheur) ou le quatuor à cordes (Murmure furtif).
La plupart de ses œuvres sont publiées aux Éditions Durand, aux Éditions François Dhalmann et aux éditions Delatour.
À ses activités compositionnelles et pédagogiques, il faut ajouter plusieurs publications d’ordre musicologique : notices pour le New Grove, articles pour diverses revues spécialisées, livrets de CD, etc. Spécialiste de la deuxième moitié du XXe siècle, il signe également plusieurs livres dont un est consacré à la terminologie de la musique contemporaine et trois autres à la musique sous le régime nazi : De Weimar à Térézine : 1933-1945 L'épuration musicale (Éditions Van de Velde), Survivre et mourir en musique dans les camps nazis (Éditions Berg International) et, co-écrit avec la musicologue Elise Petit : Entartete Musik, musiques interdites sous le III° Reich. L'un de ses ouvrages, une nouvelle, narre la rencontre d'exil entre Pablo Casals et son grand-père, le peintre Balbino Giner García (peintre du premier festival de Prades en 1950) tandis qu'avec François Porcile, il signe le premier ouvrage en français consacré aux musiques et aux institutions musicales pendant la guerre d'Espagne (1936-1939) : Musiques pendant la guerre d'Espagne (Berg International, 2015). En 2016, il réalise une monographie sur Erik Satie à l'occasion du 150e anniversaire du compositeur (éditions Bleu Nuit), puis deux autres chez le même éditeur, l'une en 2018 consacrée à Kurt Weill et l'autre sur Edgard Varèse en 2021. En 2024, il signe Opus féminin (Bleu Nuit), essai consacré aux oeuvres des compositrices dans l'histoire de la musique. Viennent ensuite trois monographies sur l'Ecole de Vienne : Berg, Webern, Schönberg. 
En 1998, il reçoit le Prix Hervé Dugardin (Sacem) et, en 2014, le Prix Paul-Louis Weiller décerné par l'Académie des Beaux-Arts (Institut de France). En 2017, son double CD de musique de chambre (label Musicub) obtient un coup de cœur de l'Académie Charles Cros et les éditions MF (collection Paroles) lui consacrent un livre d'entretiens dans lequel il retrace son parcours, ses choix et ses engagements : Bruno Giner : La musique percute, entretiens avec François Porcile. En 2021 son opéra de poche Charlie reçoit au Japon le Prix Mercure des Arts.

## Publications musicales (liste sélective)
- Trans-errance pour guitare amplifiée (1984)
- Distorsions pour deux harpes (1986)
- "K" pour 2 flûtes à bec et bande magnétique (1987)
- Jetzt pour clarinette seule (1988 ; révisée en 1994)
- Assonances pour flûte à bec et guitare (1989)
- Moment(s) œuvre acousmatique (1990)
- Ten (version 1) Trio pour clarinette, violoncelle et piano (1990 ; révisée en 1995)
- Prémices pour alto seul (1991)
- Akkord pour orchestre à vent et percussion (1992)
- Schèmes pour flûte, clarinette, guitare, violoncelle et percussion (1992)
- Yod pour saxophone baryton (1993)
- Contours pour violon et percussion (1994)
- Cinq études pour accordéon et percussion (1994)
- Kern pour contrebasse (1995)
- Per Tre pour accordéon, contrebasse et percussion (couverture de Lilya Pavlovic-Dear, 1995)
- Fragments d'oublis œuvre acousmatique (1995)
- Adagietto pour flûte en sol, violoncelle et piano (1996)
- Études de peaux cycle de 5 pièces pour percussions à peaux (1995-2000)
- Quatuor à cordes no 2 (1994-1996)
- Ptyx pour violon et cymbalum (1996)
- Images de peaux pour 4 percussions et 1 percussion soliste (1996)
- Trio basso pour alto, violoncelle et contrebasse (1997-1998)
- Equis pour quatuor de saxophones (1998-1999)
- Concerto pour violoncelle (2000-2001)
- Nous étions Cantate acousmatique profane, sur un livret de Clément Riot, (2002)
- Paraphrase sur “Guernica“ de Paul Dessau pour clarinette, violoncelle, piano et percussion (2003)
- TCP 17 pour guitare, mandoline et harpe (2004)
- Clameurs concertino pour deux percussions et 7 instruments à vent (2005-2006)
- Charlie  fable musicale pour voix et cinq instruments d’après "Matin brun" de Franck Pavloff (2007)
- Extra pour huit violoncelles (2007-2008)
- http//vibra.bag pour vibraphone (2008)
- Plainte pour basse de viole (2008)
- Yoshihisa (in memoriam) pour marimba solo (2009)
- Deux ou trois choses d'elle pour piano (2010)
- Ritorno pour flûte en sol et vibraphone (2010)
- Après une lecture de... (hommage à Franz Liszt) pour piano (2010)
- Tiempos cycle de cinq œuvres pour guitare (de 16 à 1 guitare) (2011)
- Mémoires de peaux pour 6 percussions (2011)
- Oxphale pour deux violons (2011-2012)
- Pion prend Tour en D9 opéra de chambre d'après une nouvelle d'Hervé Le Tellier (2012)
- Impacts pour piano et percussions (2012)
- Sternchenlied pour voix de femme, 1 structure multitimbrale Baschet et 2 euphones (2012-2013)
- Ambos  pour 2 cors (commande du CNSMD de Paris) (2012-2013)
- Trois silences déchirés (in memoriam Pavel Haas) pour hautbois (2013)
- Fantasy upon four Notes pour quatuor de violes de gambe (2013)
- Rauxa pour accordéon et 2 percussions (2014)
- Tactus perpetuum pour saxophone soprano (2015)
- Doppio pour flûte à bec (2015)
- DIY (Do It Yourself) pour 2 saxophones baryton (2015)
- Glas: 13 novembre pour piano à 4 mains, clarinette et hautbois (2016)
- Aïn pour accordéon (2016)
- Commedia, théâtre musical pour 10 pianistes (2016)
- Carpe Diem pour 2 bassons (2017)
- Stèles orientées, concerto pour quintette à vent et grand orchestre d'harmonie (2017)
- Boîtes à musique pour 12 instruments (2017)
- ... Se hace camino... pour mandole (2018)
- Toy 145 concerto grosso pour Toy-piano et 6 Toy-piano (2018)
- Miroirs de peaux pour 2 percussions (2019)
- Toy 74 pour deux Toy-piano 37 touches (2020)
- Eclats de peaux pour 3 percussionnistes et 2 Grosses Caisses symphoniques (2020)
- Trio loco pour 3 percussions (2021)
- Quatre façons de décrire le rock pour orchestre à plectre (2022)
- Geburstag 9 pièces pour piano 6 mains (2023)
- Folies d'Espagne 315-30 pour quatuor (2 mandolines, mandole et guitare, 2024)
- Pan métamorphosis Trois mouvements pour orchestre (2024)
- Battle 150 pour dix instruments (Pic, Fl, Ht, 2 Clar, Clar b., Sax, basson, 2 percussions)

## Publications musicologiques
- Musique contemporaine : le second XXe siècle, Durand, Paris, 1995
- "Introduction aux six bagatelles Opus 9", Les cahiers du CIREM, N° spécial Anton Webern,1998, p. 81-92
- Weimar 1933 : la musique aussi brûle en exil, Le Temps des Cerises, Paris, 2001
- Toute la musique ? Éditions Autrement Junior, Paris, 2002
- "Rencontres avec Ivo Malec" (entretiens avec Bruno Giner) in Ivo Malec Relief polychromes, Michel de Maule-INA, Paris, 2003, p. 31-55
- De Weimar à Terezín, 1933-1945 : l'épuration musicale, Van de Velde, 2006
- Survivre et mourir en musique dans les camps nazis, Berg International, Paris, 2011
- Le crin et le fusain. Pablo Casals et Balbino Giner Garcia, une rencontre d'exil, Istesso tempo, Strasbourg, 2011
- Erik Satie : Parade, chronique épistolaire d'une création, Berg International, Paris, 2013
- Musiques pendant la guerre d'Espagne (en collaboration avec François Porcile), Berg International, Paris, 2015
- Entartete Musik, musiques interdites sous le IIIe Reich (en collaboration avec Elise Petit), Bleu Nuit éditeur, collection Horizons, Paris, 2015.
- Erik Satie, Bleu Nuit éditeur, collection Horizons, Paris, 2016.
- Bruno Giner : La musique percute, entretiens avec François Porcile, éditions MF, Paris, 2017.
- Kurt Weill, Bleu Nuit éditeur, collection Horizons, Paris, 2018.
- Edgard Varèse, Bleu Nuit éditeur, collection Horizons, Paris, 2021.
- Treize histoires "secrètes" de la musique, Sampzon, Delatour, 2022.
- Opus féminin, Bleu Nuit éditeur, Paris, 2024

## Distinctions
- 1998 : Prix Hervé Dugardin décerné par la SACEM.
- 2014 : Prix Paul-Louis Weiller décerné par l'Académie des Beaux-Arts de l'Institut de France
- 2017 : Coup de Coeur Musique Contemporaine 2017 de l'Académie Charles Cros pour le double CD "Musique de chambre", proclamé le 3 janvier 2018 lors de l’émission le concert du soir d’Arnaud Merlin sur France Musique[2]
- 2021 : Prix Mercure des Arts (Japon) pour son opéra de poche Charlie